# György Kolonics
György Kolonics, född den 24 juni 1972 i Budapest, Ungern, död 15 juli 2008 i Budapest, var en ungersk kanotist.
Han tog OS-guld i C-2 500 meter och OS-brons i C-2 1000 meter i samband med de olympiska kanottävlingarna 1996 i Atlanta.
Han tog OS-guld i C-1 500 meter i samband med de olympiska kanottävlingarna 2000 i Sydney.
Han tog därefter OS-brons i C-2 1000 meter i samband med de olympiska kanottävlingarna 2004 i Aten.